# Sènami Donoumassou
 (avril 2025).
La mise en forme du texte ne suit pas les recommandations de Wikipédia : il faut le « wikifier ».
Les points d'amélioration suivants sont les cas les plus fréquents. Le détail des points à revoir est peut-être précisé sur la page de discussion.
- Les titres sont pré-formatés par le logiciel. Ils ne sont ni en capitales, ni en gras.
- Le texte ne doit pas être écrit en capitales (les noms de famille non plus), ni en gras, ni en italique, ni en « petit »…
- Le gras n'est utilisé que pour surligner le titre de l'article dans l'introduction, une seule fois.
- L'italique est rarement utilisé : mots en langue étrangère, titres d'œuvres, noms de bateaux, etc.
- Les citations ne sont pas en italique mais en corps de texte normal. Elles sont entourées par des guillemets français : « et ».
- Les listes à puces sont à éviter, des paragraphes rédigés étant largement préférés. Les tableaux sont à réserver à la présentation de données structurées (résultats, etc.).
- Les appels de note de bas de page (petits chiffres en exposant, introduits par l'outil «  Source ») sont à placer entre la fin de phrase et le point final[comme ça].
- Les liens internes (vers d'autres articles de Wikipédia) sont à choisir avec parcimonie. Créez des liens vers des articles approfondissant le sujet. Les termes génériques sans rapport avec le sujet sont à éviter, ainsi que les répétitions de liens vers un même terme.
- Les liens externes sont à placer uniquement dans une section « Liens externes », à la fin de l'article. Ces liens sont à choisir avec parcimonie suivant les règles définies. Si un lien sert de source à l'article, son insertion dans le texte est à faire par les notes de bas de page.
- La présentation des références doit suivre les conventions bibliographiques. Il est recommandé d'utiliser les modèles {{Ouvrage}}, {{Chapitre}}, {{Article}}, {{Lien web}} et/ou {{Bibliographie}}. Le mode d'édition visuel peut mettre en forme automatiquement les références.
- Insérer une infobox (cadre d'informations à droite) n'est pas obligatoire pour parachever la mise en page.

Pour une aide détaillée, merci de consulter Aide:Wikification.
Si vous pensez que ces points ont été résolus, vous pouvez retirer ce bandeau et améliorer la mise en forme d'un autre article.
Sènami Donoumassou, née en 1991 à Porto-Novo, est une artiste visuelle béninoise.

## Biographie

### Jeunesse et formation
Après l'obtention d'une Licence en Administration Générale et Territoriale à l'ENAM (École Nationale d’Administration et de Magistrature du Bénin) en 2005, Sènami Donoumassou se concentre sur sa pratique artistique,.

## Démarche artistique
Artiste visuelle, Sènami Donoumassou explore les notions d’identité, d’héritage et d’histoire. Elle expérimente, à travers ses créations, oscillant entre photogrammes, installations protéiformes et dessins, l’envergure des potentialités techniques et poétiques de la lumière. Le photogramme, son médium de prédilection est un espace d’explorations perpétuelles pour l’artiste. Elle ne cesse de l’interroger, d’en éprouver les singularités métaphoriques, plastiques et esthétiques. 

## Expositions
Sènami Donoumassou présente son travail dans des expositions au Bénin ainsi qu’à l’international, dans des contextes variés, individuels et collectifs.  

### Expositions individuelles
- 2024, Tàn xó [Mémoire en prose], Fondation H, Paris[4],[5].
- 2022, Xogbè, Le Centre, Abomey-Calavi [6],[7],[8].
- 2019, Chimie des traces, Institut Français, Cotonou.

### Expositions collectives
2024
- The Wake, Biennale de Dakar, Dakar[9].

Directrice artistique: Salimata Diop
- Révélation! Art contemporain du Bénin, La Conciergerie, Paris[10].
- Révélation! Art contemporain du Bénin, Fondation Clément, Martinique[11].

2023
- Festival l’été photographique de Lectoure, École Bladé, Lectoure[12].

Commissaire d'exposition: Damarice Amao
- Art du Bénin d’hier et d’aujourd’hui: de la restitution à la révélation, Musée Mohammed VI d'art moderne et contemporain, Rabat[13].

2022
- The Myth of Development — The Underdevelopment Complex, SAVVY Contemporary, Berlin[14].

Commissaire d'exposition: Bonaventure Soh Bejeng Ndikung
- Rencontres africaines de la Photographie, Bamako[15].
- Art du Bénin d’hier et d’aujourd’hui: de la restitution à la révélation, Présidence de la République, Cotonou[16].

2021
- Contemporary Bénin, Fondation Donwahi, Abidjan[17].
- [In]visibles, femmes souveraines, Institut Français, Cotonou.

2019
- D’une courte voix du monde, Le Centre, Abomey-Calavi.

Avec Jean-François Boclé et Kaloki Nyamai
2018
- Didé, Institut Français, Cotonou.
- Nuit blanche, Institut Français, Cotonou.
- Le Fresnoy à Cotonou, Institut Français, Cotonou[18].

2017
- Amazones, Le Centre, Abomey-Calavi[19].

L’exposition réunissait, entre autres, les artistes Moufouli Bello, Sébastien Boko, Mark Brusse, Sènami Donoumassou, Thaïs Di Marco, Sophie Negrier ou encore Rémi Samuz.

## Prix
En 2022, elle remporte la première édition du Prix James Barnor,,. En 2024, elle obtient une mention spéciale du Prix pour la photographie du musée du quai Branly – Jacques Chirac,.

## Résidences de recherche & de création
2024
- Cité Internationale des Arts & Fondation H, Paris.

- Villa Ruffieux, Sierre.

- Villa N'dar, Saint-Louis.

Résidence axée sur le thème "Le mythe et rites de passage, aux origines de l’être dans la société".
2023
- Trame, Cité Internationale des Arts, Paris[26].

2022
- AU20, Loman Art, Dakar.
- Le Musée de la Récade, Le Centre, Abomey-Calavi.

2019
- Le Centre, Abomey-Calavi.

2018
- Le Fresnoy - Studio National des Arts Contemporains, Tourcoing.